# 下呂温泉交番
座標: 北緯35度48分17.1秒 東経137度14分37.4秒 / 北緯35.804750度 東経137.243722度

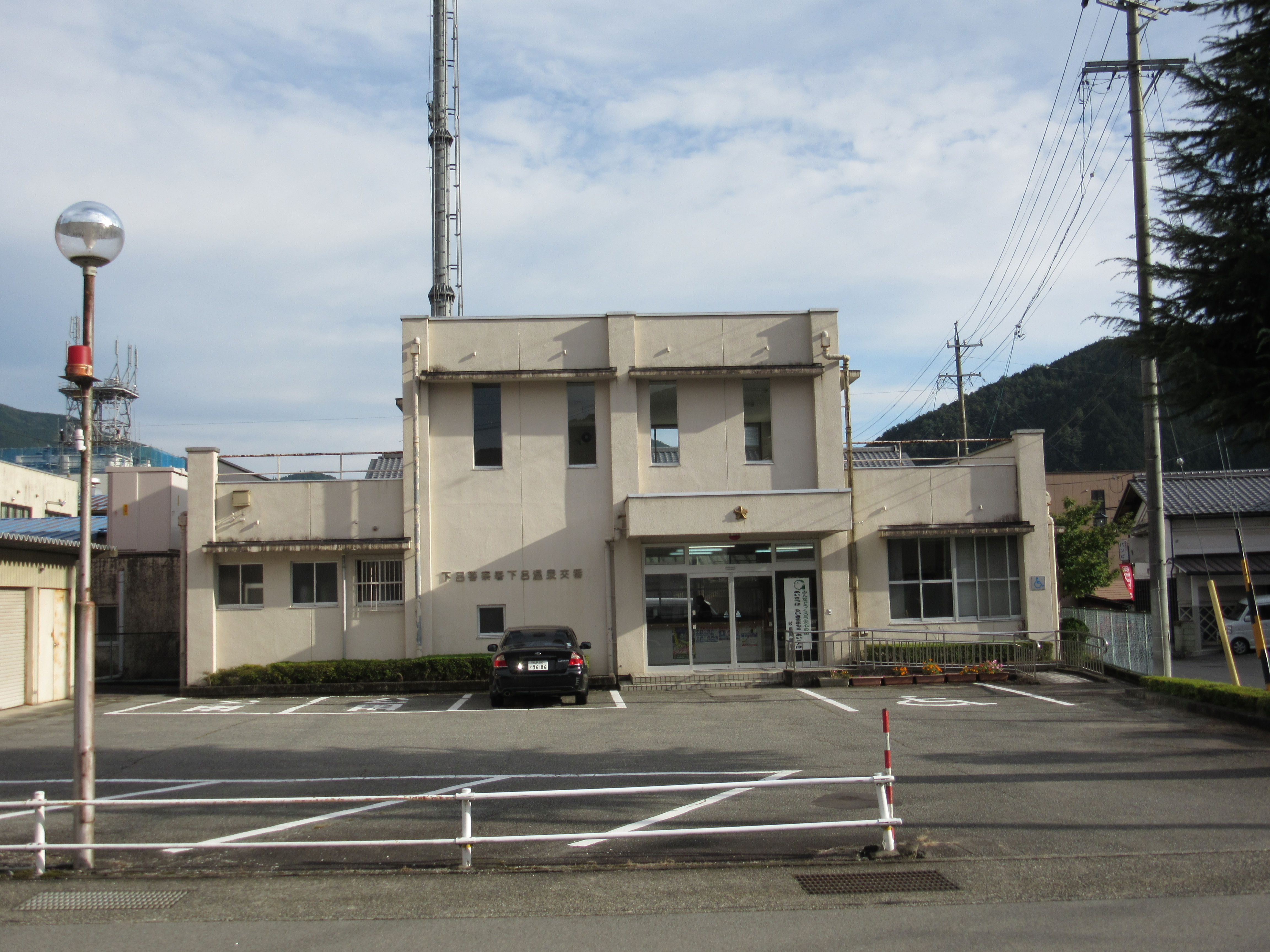
下呂温泉交番

下呂温泉交番（げろおんせんこうばん）は、岐阜県警察が管轄する交番の一つである。
2005年（平成17年）4月1日、下呂警部交番より名称を変更した。警察官7名・職員1名の計8名が勤務している。

## 概要
所在地
岐阜県下呂市森979-40
管轄区域
下呂市のうち、湯之島、幸田、森、小川、少ヶ野、三原、東上田、夏焼、田口、蛇之尾。

## 沿革
- 1875年(明治8年) - 湯之島に警察第14出張所が設置される[2]。
- 1876年(明治9年) - 第8警察出張所と改称。その後、筑摩県から岐阜県の管轄となったため第8警察出張所を廃止し、三郷屯所となる。
- 1879年(明治12年) - 高山警察署三郷屯所となる。
- 1883年(明治16年) - 下呂分署と改称。
- 1886年(明治19年) - 下呂警察署に昇格。
- 1914年(大正3年) - 下呂警察署を益田郡萩原町に移転し萩原警察署と改称。下呂町巡査部長派出所となる。
- 1947年(昭和22年) - 下呂町警部補派出所となる。
- 1948年(昭和23年) - 警察制度改正のため自治体警察となり、下呂町警察署となる。
- 1954年(昭和29年) - 警察制度改正のため、下呂警部交番となる。
- 2005年(平成17年) - 下呂温泉交番と改称[1]。

## 交通
公共交通機関
- JR高山本線下呂駅より徒歩約20分。

自動車
- 国道41号「森」交差点より約5分。

## 周辺
- 下呂市役所下呂庁舎
- 下呂郵便局
- 十六銀行下呂支店
- JAひだ下呂支店
- 飛騨川